# Albert Sanneck
Albert Wilhelm Magnus Sanneck (* 13. Januar 1901 in Scharfstorf; † 11. April 1988 in Wismar) war ein KPD-Funktionär  und Gewerkschafter.

## Leben
Der als sechstes Kind einer Tagelöhnerwitwe geborene Sanneck war zunächst als Landarbeiter und nach seiner Übersiedlung nach Hamburg 1921 als Kutscher und Speditionsarbeiter tätig. Seit 1920 Mitglied der KPD, wurde er 1927 hauptamtlicher Parteifunktionär, zuerst als Redakteur der Hamburger Volkszeitung und dann ab 1928 als Mitglied der Bezirksleitung Wasserkante der KPD. Im selben Jahr wurde er auch in die Hamburgische Bürgerschaft gewählt. Im März 1930 wurde er als Anhänger der kritisch zur Parteiführung um Ernst Thälmann stehenden Strömung der „Versöhnler“ und als Kritiker der RGO-Politik seiner Partei gemeinsam mit seinen Parteifreunden Hans Westermann und Heinrich Stahmer aus der KPD verdrängt, zusammen mit Stahmer trat er der SPD bei, für welche er bis zu den Neuwahlen 1931 auch sein Parlamentsmandat wahrnahm. Aus der SPD wurde er im September 1931 wieder ausgeschlossen, nachdem er Partei-Interna an KPD-Mitglieder weitergeleitet hatte.
Nach der Machtübernahme der NSDAP wurde er im September 1933 verhaftet und einen Monat später zu zweieinhalb Jahren Zuchthaus verurteilt. Nach der Verbüßung der Haftstrafe wurde er bis August 1937 im KZ Sachsenhausen gefangen gehalten, nach seiner Freilassung fand er eine Anstellung bei den Hamburger Mineralölwerken.
Nach der Befreiung 1945 schloss Sanneck sich wieder der KPD an und war von 1946 bis 1951 stellvertretender Landesvorsitzender der IG Chemie, Papier, Keramik in Hamburg, danach war er bis zu seiner Pensionierung 1966 als Bauarbeiter tätig. 1969 trat er der DKP bei und siedelte, nachdem seine Ehefrau 1979 verstorben war, 1981 von Hamburg in die DDR über, wo er in seinem neuen Wohnort Wismar in die SED aufgenommen wurde.
Nach seinem Tod 1988 wurde Albert Sanneck auf dem Friedhof Ohlsdorf in Hamburg beigesetzt.